# 会賢駅
会賢駅（フェヒョンえき）は、大韓民国ソウル特別市中区南倉洞にある、ソウル交通公社4号線の駅。駅番号は425。南大門市場という副駅名がある。

## 歴史
- 1985年10月18日 - ソウル特別市地下鉄公社（当時）4号線・漢城大入口-舎堂間開通と同時に開業[1]。
- 2005年1月1日 - ソウル特別市地下鉄公社がソウルメトロに改称。
- 2017年5月31日 - ソウルメトロとソウル特別市都市鉄道公社が統合され、ソウル交通公社の駅となる。

## 駅構造

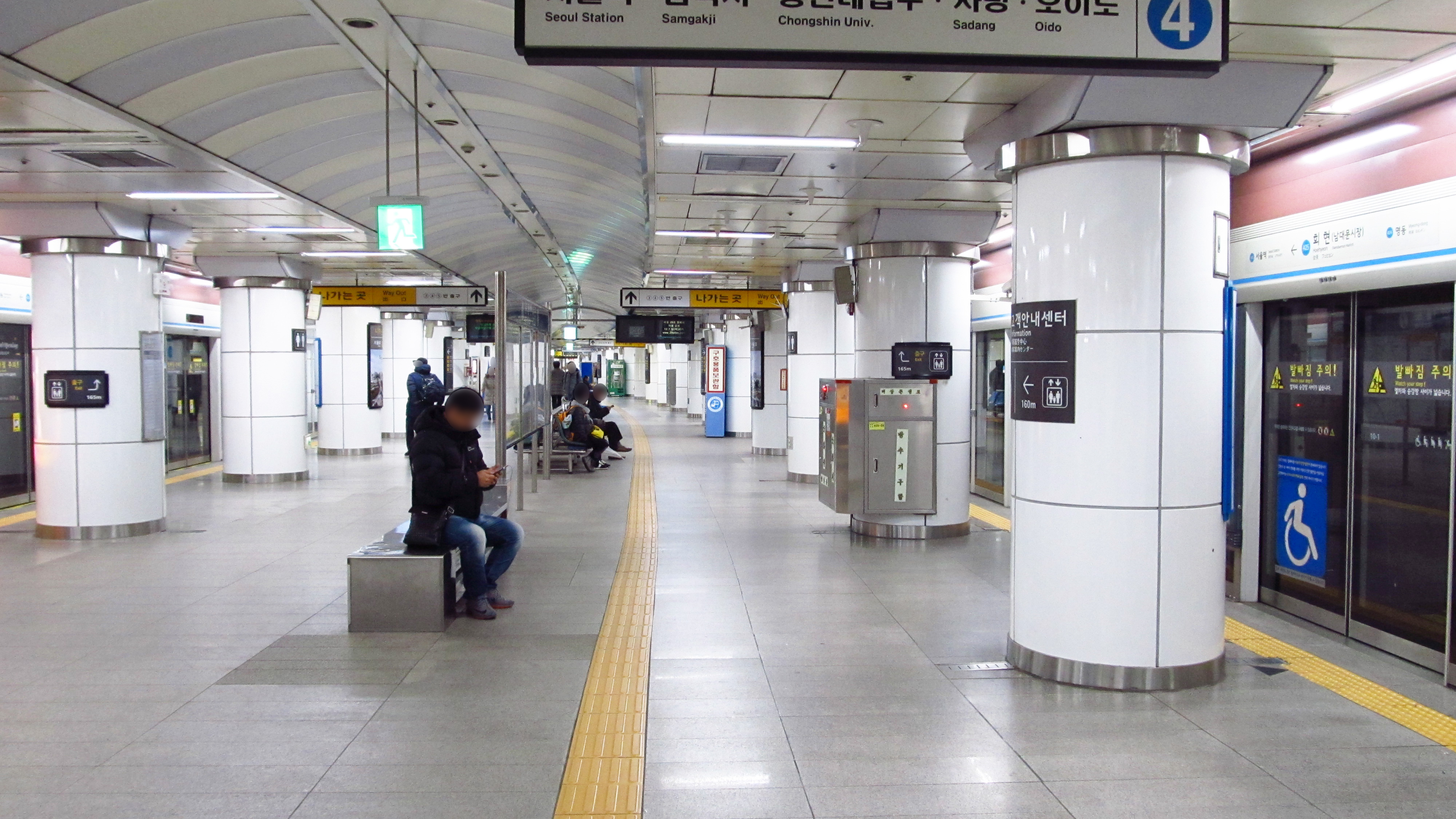
プラットホーム（2018年撮影）

島式ホーム1面2線を有する地下駅で、フルスクリーンタイプのホームドアが設置されている。
改札口は明洞側とソウル駅側の2ヶ所ある。ホーム階行きエレベータはソウル駅側の改札内のみ設置されている。化粧室はソウル駅側の改札階とホーム階の間にある階に1ヶ所ある。
出入口は1番から7番までの合計7ヶ所ある。

### のりば
- のりばの番号は存在しない。

| 上り | 4号線 | 忠武路・東大門・倉洞・仏岩山方面 |
| 下り | 4号線 | ソウル駅・舎堂・衿井・烏耳島方面 |

## 利用状況
近年の一日平均利用人員推移は下記のとおり。
| 路線  | 路線     | 2000年 | 2001年 | 2002年 | 2003年 | 2004年 | 2005年 | 2006年 | 2007年 | 2008年 | 2009年 | 出典  |
| ----- | -------- | ------ | ------ | ------ | ------ | ------ | ------ | ------ | ------ | ------ | ------ | ----- |
| 4号線 | 乗車人員 | 29,529 | 31,189 | 30,612 | 29,138 | 30,228 | 30,726 | 31,513 | 31,038 | 30,843 | 31,198 | [ 2 ] |
| 4号線 | 降車人員 | 31,836 | 33,906 | 33,115 | 31,466 | 32,092 | 32,686 | 33,431 | 32,952 | 32,625 | 32,861 | [ 2 ] |
| 4号線 | 乗降人員 | 61,365 | 65,095 | 63,727 | 60,604 | 62,320 | 63,411 | 64,944 | 63,990 | 63,468 | 64,059 | [ 2 ] |
| 路線  | 路線     | 2010年 | 2011年 | 2012年 | 2013年 | 2014年 | 2015年 |        |        |        |        | [ 2 ] |
| 4号線 | 乗車人員 | 31,943 | 32,534 | 31,795 | 31,257 | 30,423 | 29,047 |        |        |        |        | [ 2 ] |
| 4号線 | 降車人員 | 33,906 | 34,823 | 33,928 | 33,366 | 32,524 | 31,007 |        |        |        |        | [ 2 ] |
| 4号線 | 乗降人員 | 65,849 | 67,357 | 65,723 | 64,623 | 62,946 | 60,055 |        |        |        |        | [ 2 ] |

## 駅周辺
- 崇礼門 (南大門)
- 南大門市場
- 南大門派出所
- 南山公園(旧朝鮮神宮)
- 南山図書館（朝鮮語版）
- 南山3号トンネル
- リラアート高等学校（朝鮮語版）
- ソウル教育科学研究院
- ソウル中央郵便局
- ソウル特別市中区施設管理公団 会賢体育センター
- ソウル路7017（朝鮮語版）
- 新世界百貨店 本店
- 韓国スカウト ソウル北部連盟
- 韓国銀行
- 会賢洞住民センター
- 会賢派出所
- ニューコリアホテル

## 隣の駅
ソウル交通公社
 4号線
明洞駅 (424) - 会賢駅 (425) - "ソウル駅"駅 (426)

## その他
当駅の車内放送は韓国語、英語、中国語、日本語で流れる。なお、日本語、中国語では正式な駅名（会賢）に加え、副駅名（南大門市場）というアナウンスもあるが、「まもなく、会賢、南大門市場　駅です。」とそれぞれ一度ずつしか読まれない。